# High Noon
High Noon is een westernfilm uit 1952 onder regie van Fred Zinnemann met in de hoofdrollen Gary Cooper en Grace Kelly.
Het verhaal is gebaseerd op de roman The Tin Star van John W. Cunningham. De film wordt gezien als een van de beste westerns ooit en staat bekend als de debuutfilm van westernlegende Lee Van Cleef. Toch kreeg de film bij het uitkomen veel kritiek omdat hij veel elementen van de traditionele western als achtervolgingen, actie en weidse landschappen miste. De film moet het hebben van de dialoog en kent pas in de laatste minuten enige actie.
Het nummer Do Not Forsake Me, Oh My Darlin', gezongen door Tex Ritter, werd direct een grote hit in de uitvoering van Frankie Laine onder de titel High Noon (Do Not Forsake Me, Oh My Darlin'), in Nederland met veel succes gecoverd door Joop de Knegt.
De film kreeg vier Oscars: voor de beste mannelijke hoofdrol (Gary Cooper), voor de beste muziek, de beste montage en de beste titelsong. In 1989 werd High Noon gearchiveerd in het National Film Registry van de Library of Congress.

## Verhaal
Will Kane is de marshal van het stadje Hadleyville in New Mexico Territory. Hij wil trouwen met Amy, een quaker en pacifiste en dus hangt Kane zijn ster en revolver aan de wilgen en neemt ontslag.
Dan komt het bericht dat de beruchte crimineel Frank Miller op weg is naar Hadleyville. Miller is ooit gearresteerd en naar de rechtbank gebracht door Kane. In plaats van de strop kreeg Miller ontslag van rechtsvervolging vanwege een fout in de gerechtelijke procedure. Miller heeft gezworen Kane te doden en Hadleyville siddert bij het idee dat Millers bende zal huishouden in het rustige stadje. Ze dringen erop aan dat Kane met Amy wegvlucht. Maar Kane ziet in dat vluchten alleen maar de onvermijdelijke confrontatie uitstelt. Zeer tegen de zin van Amy keert hij terug en laat zich weer als marshal installeren. Hij vraagt aan de bewoners van Hadleyville om hem te helpen tegen de bende, maar iedereen trekt zich terug. Amy stelt hem voor de keus: of ze vluchten samen met de trein van twaalf uur of ze gaat alleen. Uiteindelijk wacht Kane de bende van Miller alleen op. Er volgt een vuurgevecht en Kane weet twee van de bendeleden uit te schakelen. Hij raakt zelf gewond en verstopt zich. Machteloos moet hij toezien hoe Frank en zijn broer Ben hem naderen. Intussen heeft Amy het geweervuur gehoord. Ze verlaat de trein en ziet hoe Ben en Frank Miller haar man bedreigen. Tegen haar geloof in, pakt ze een geweer en schiet Ben neer. Frank weet haar te overmeesteren en wil Kane dwingen om uit zijn schuilplaats te komen. Amy duwt Frank opzij en Kane kan hem neerschieten. Als de inwoners van Hadleyville juichend uit hun huizen komen, gooit Kane zijn ster op de grond en vertrekt met Amy.

## Rolverdeling
| Acteur          | Personage      |
| --------------- | -------------- |
| Gary Cooper     | Will Kane      |
| Lloyd Bridges   | Harvey Pell    |
| Grace Kelly     | Amy Kane       |
| Katy Jurado     | Helen Ramírez  |
| Otto Kruger     | Percy Mettrick |
| Lon Chaney      | Martin Howe    |
| Harry Morgan    | Sam Fuller     |
| Ian MacDonald   | Frank Miller   |
| Eve McVeagh     | Mildred Fuller |
| Morgan Farley   | Dr. Mahin      |
| Harry Shannon   | Cooper         |
| Lee Van Cleef   | Jack Colby     |
| Robert J. Wilke | Jim Pierce     |
| Sheb Wooley     | Ben Miller     |

## Achtergrond

### Scenario
Carl Foreman baseerde het scenario voor High Noon op een vier pagina's tellende synopsis over 'agressie met een westernachtergrond' en 'een verhaal dat in werkelijke tijd wordt verteld'. Een assistent van Foreman zag echter dat de synopsis wel heel veel overeenkomsten vertoonde met het boek The Tin Star van John W. Cunningham, waarna producer Stanley Kramer de rechten van het boek opkocht. In de loop der jaren zijn er veel verhalen in omloop gebracht over de invloed van Kramer op het scenario. Omdat Carl Foreman na het uitbrengen van de film op de zwarte lijst van Hollywood kwam te staan (vanwege vermeende communistische sympathieën), werd zijn rol vaak verkleind en die van Kramer uitvergroot. Nadat het tijdperk van de zwarte lijst ten einde was, kreeg Foreman eerherstel ook voor zijn scenario voor High Noon.

### Acteurs
Stanley Kramer had aanvankelijk niet Gary Cooper in gedachten voor de rol van Will Kane. Coopers carrière liep eigenlijk op zijn eind rond 1951. Hij was inmiddels verdwenen uit de top 10 van acteurs die de kassa deden rinkelen en was met zijn 51 jaar eigenlijk te oud voor de hoofdrol. Kramer probeerde eerst Gregory Peck te interesseren, maar Peck had een jaar eerder al een dergelijke rol gespeeld in The Gunfighter en wees het project af. Hij kreeg hier later spijt van, al was hij sportief genoeg om te zeggen dat hij de rol nooit zo had kunnen spelen als Cooper. Kramer maakte vervolgens een rondje langs andere kandidaten als Charlton Heston, Marlon Brando, Kirk Douglas en Montgomery Clift, voordat hij bij Cooper uitkwam. Aangezien Grace Kelly, die was gekozen voor de rol van Amy, 22 was en Cooper al 51, was er wel een groot leeftijdsverschil. Ook had Cooper gezondheidsproblemen, hij had last van zijn rug en tijdens de opnamen kreeg hij last van een bloedende maagzweer. Zijn tegenspeelster, Kelly, stond in tegenstelling tot Cooper aan het begin van haar filmcarrière. Ze werd gekozen door Stanley Kramer die haar had zien optreden in een toneelstuk in New York. In de film vecht Will Kane met zijn ambitieuze deputy Harvey Pell. Deze laatste rol werd vertolkt door Lloyd Bridges, een vriend van Cooper. Het was ook Cooper die ervoor zorgde dat Bridges de rol kreeg. Overigens was Bridges tweede keus voor de rol, eigenlijk zou Lee van Cleef Pell spelen. Volgens de studio leek Van Cleef meer op een crimineel en viel hij af voor de rol van deputy. Later werd hij wel ingehuurd als Jack Colby, een van de bendeleden van de gebroeders Miller.

### Locaties
De film werd opgenomen in Californië. De scènes in Hadleyville werden opgenomen in een oud goudzoekersstadje in Columbia State Historic Park. Voor de kerk werd uitgeweken naar Saint Joseph's Catholic Church in Tuolumne City en voor het treinstation naar Jamestown. De aankleding van de film is gebaseerd op foto's die Mathew Brady nam tijdens de Amerikaanse Burgeroorlog.

### Opnamen
In september 1951 begonnen de opnamen die 32 dagen zouden duren. Tien dagen werden door regisseur Fred Zinnemann gebruikt voor de repetities. Aangezien hij altijd de opnamen zorgvuldig plande, wist Zinnemann dat hij 400 opnamen nodig had voor de vier weken die de productie zou duren. Aangezien er maar een mager budget van 750.000 dollar beschikbaar was, werd elke scène in maximaal één tot drie takes opgenomen. Een belangrijk element in de film is de tijd. De film speelt zich af tussen 10.35 en 12.15 uur. Net iets langer dan de vierentachtig minuten die de film duurt. Het verschil van bijna twee minuten zit in de montage. Zinnemann en Kramer waren niet gelukkig met de eerste montage. Elmo Williams, die verantwoordelijk was voor de montage, monteerde de film opnieuw en bracht de film iets over de werkelijke tijd. Anders dan in andere westerns uit die tijd wilde Zinnemann namelijk de film laten zien alsof de kijker er midden in zit. Van minuut tot minuut kan de kijker het verhaal volgen. Via allerlei klokken die Zinnemann in beeld brengt wordt de kijker op het puntje van zijn stoel gezet. Aangezien de enige actie in de film in de laatste tien minuten zit, moest Zinnemann de spanning verder opbouwen via een uitgekiende montage en het sterke spel van de acteurs. Zinnemann gebruikte ook andere technieken om de spanning op te bouwen, Zo gebruikt hij een camera op een kraan die omhoog gaat net voordat het vuurgevecht begint. De camera op de kraan legt de eenzame Kane vast die staat te wachten in de lege straat. De opnamen waren trouwens niet zonder gevaar. Bij het opnemen van een rijdende trein bleken de remmen van de locomotief te weigeren. Voor kenners was dit te zien aan de zwarte rook die uit de schoorsteen kwam. De regisseur en de cameraman wisten dit echter niet en gingen pas op het laatste moment opzij. De camera werd gegrepen en vernield, maar de film overleefde het ongeluk. Ook Gary Cooper werd geconfronteerd met de gevaren van het filmmaken. Hij weigerde een stand-in bij de opnamen van een vuistgevecht met Lloyd Bridges. Cooper had last van zijn rug en het gevecht was een nachtmerrie voor hem. Tot overmaat van de ramp verprutste de oudste zoon van Lloyd Bridges, Beau Bridges, de opnamen. Beau was toen nog een kind en mocht meekijken met de opnamen, hij moest echter zo hard lachen dat de opnamen over moesten. De zieke Cooper bleef echter een professional en deed de opnamen over zonder een blijk van afkeuring. Dat Cooper last had van zijn rug en maag (hij had een maagzweer) maakte dat hij er zorgelijk uitzag, met lijnen in zijn gezicht. Zinnemann liet met opzet weinig grime aanbrengen omdat ook het personage van Cooper, Kane, er zorgelijk uit moest zien met lijnen in zijn gezicht.

### Techniek
Zinnemann wilde graag de atmosfeer van de oude Burgeroorlogfoto's oproepen. Dit was een belangrijke reden voor Zinnemann om de film in zwart-wit op te nemen. De luchten in de film moesten er grimmig en grijs uitzien. De foto's uit de negentiende eeuw zagen er zo uit omdat de filmemulsie uit die tijd gevoelig was voor blauw en ultraviolet licht. Cinematograaf Floyd Crosby probeerde dit effect opnieuw te creëren door de opnamen niet de filteren en de afdrukken van de film een paar punten lichter te maken dan normaal.

## Allegorische betekenis
High Noon kwam uit op het hoogtepunt van de Koreaanse Oorlog. De VS was in de ban van het rode gevaar dat zou zijn geïnfiltreerd in de Amerikaanse samenleving. Een speciale commissie van het Amerikaanse Huis van Afgevaardigden, de House Committee on Un-American Activities (HUAC) onderzocht al sinds 1947 communistische infiltratie in Hollywood. Scenarist en producer Carl Foreman moest ook voor deze commissie verschijnen. Foreman was lid geweest van de Communistische Partij, maar was al tien jaar niet meer actief. De commissie vroeg hem om namen te noemen van vrienden en bekenden die communistische sympathieën hadden, maar Foreman weigerde. Het gevolg was dat hij als een onwillige getuige werd behandeld en op de zwarte lijst van Hollywood terechtkwam. Wie eenmaal op deze lijst kwam, kreeg de komende tien tot twintig jaar geen werk meer in de Amerikaanse filmindustrie. Stanley Kramer wilde Foreman uit de productie van High Noon verwijderen. Zinnemann en Gary Cooper verhinderden dit. Foreman bleef in de productie, maar verhuisde naar Engeland om in de Britse filmwereld te werken. Al deze gebeurtenissen wekten de indruk dat High Noon een allegorie was voor de strijd van de eenlingen uit de filmindustrie tegen de machtige HUAC. De film zou met name de mensen in de filmindustrie bekritiseren die hun vrienden in de steek lieten die op de zwarte lijst werden geplaatst, net zoals de mensen in Hadleyville Kane niet steunen. Dat was tenminste de mening van links Amerika. Ook acteur John Wayne zag High Noon als een links vehikel en een anti-western. Hij noemde High Noon een on-Amerikaanse film en zou in 1959 met regisseur Howard Hawks een tegenversie van High Noon maken onder de titel Rio Bravo. Later, nadat de zwarte lijst was verdwenen, kreeg de film een andere status. President Ronald Reagan zag de film als een allegorie op de VS die als enige pal staat tegen het communisme, terwijl alle bondgenoten zich terugtrekken. Het was ook de lievelingsfilm van de presidenten Dwight Eisenhower en Bill Clinton. Zij zagen in High Noon meer een allegorie van de president van de VS die eenzaam zijn beslissingen moet nemen tegen een vaak vijandelijke buitenwereld.

## Vervolg
In 1966 werd geprobeerd om een televisieserie rond High Noon te creëren. Productiemaatschappij Four-Star maakte een pilot van dertig minuten onder de titel "The Clock Strikes Noon Again". Het verhaal speelt twintig jaar na de gebeurtenissen in de film en Peter Fonda speelt de zoon van Kane: Will Kane Jr. Kane junior reist naar Hadleyville als de zoon van Frank Miller Kane senior vermoordt. Het bleef echter bij de pilot, de serie werd geschrapt.
In 1980 speelde Lee Majors de rol van Will Kane in de tv-special: High Noon Part II: The Return Of Will Kane. In hetzelfde jaar kwam de sciencefictionfilm Outland uit, met Sean Connery als een marshal die een bende opwacht op een ruimtestation.
In 2000 kwam een nieuwe versie van High Noon uit met Tom Skerritt in de hoofdrol.

## Prijzen
De film won een Oscar voor Beste acteur: Gary Cooper, Best Filmmontage: Elmo Williams en Harry W. Gerstad, Beste Muziek: Dimitri Tiomkin, Beste liedje: Dimitri Tiomkin en Ned Washington voor "Do Not Forsake Me, Oh My Darlin'".
Katy Jurado won een Golden Globe for Beste actrice in een bijrol.